# Các tòa nhà dân cư trên đường Štefánikova, Podtatranského và Stará baštova ở Košice
Các tòa nhà dân cư trên đường Štefánikova, Podtatranského và Stará baštova ở Košice (tiếng Slovakia: Obytné domy na Štefánikovej, Podtatranského a Starej baštovej ulici v Košiciach), trước đây còn được gọi là Nhà dân dụng Nhà nước của công chức Séc - Slovakia, là một tập hợp các tòa nhà dân cư bao gồm các căn hộ với thiết kế mặt bằng phức tạp và ba sân trong, nằm ở rìa phía đông khu Phố cổ của thành phố Košice, Slovakia. Vào ngày 13 tháng 2 năm 1981, khu dân cư này được ghi danh vào Danh sách Di tích Trung ương theo quyết định của Bộ Văn hóa Cộng hòa Slovakia.

## Lịch sử
Khu dân cư này được xây dựng từ năm 1921 đến năm 1924, dựa trên bản thiết kế của kiến trúc sư Bedřich Bendelmayer. Khu dân cư được xây dựng trên địa điểm trước đây từng tồn tại một nghĩa trang của Giáo hội Tin lành và một khu vườn rộng lớn. Việc xây dựng khu dân cư này do công ty của nhà xây dựng nổi tiếng Hugo Kabos thực hiện. Nhà thơ, nhà giáo dục kiêm nhà báo người Slovakia Anton Prídavok từng có một quãng thời gian sống trong một trong những căn hộ này.